# Lola Albright
Lois Jean "Lola" Albright (Akron, Ohio, 20 de julho de 1924 – Toluca Lake, Califórnia, 23 de março de 2017) foi uma atriz e cantora estadunidense.

## Biografia
Albright trabalhou como modelo antes de se mudar para Hollywood, onde fez sua estreia no cinema com uma pequena participação no filme The Pirate de 1948, que acabou por levá-la a um papel secundário, mas importante, no aclamado filme de 1949, Champion.
Entretanto, ela era uma de muitas loiras, representadas mais notavelmente por Marilyn Monroe, e pelos próximos dez anos Albright continuaria a trabalhar como coadjuvante/secundária em mais de vinte filmes, incluindo vários westerns, sem conseguir se destacar. Além disso, ela também participaria, como atriz convidada, em episódios de várias séries de televisão.
Em 1958, Albright ganhou o papel de Edie Hart na série de televisão Peter Gunn, que era produzida por Blake Edwards e dirigida por Robert Altman, além de ter na trilha sonora a música que tornou Henry Mancini famoso. Neste programa, ela interpretou uma cantora de bar que tem um interesse amoroso no detetive Peter Gunn, interpretado por Craig Stevens. Em 1959, ela foi indicada para os Prêmios Emmy como melhor atriz coadjuvante/secundária em uma série de televisão dramática. O papel também requeria boas habilidades vocais, qualidade que ela possuía desde sua infância, e sua popularidade a levou a lançar o álbum de estúdio Lola Wants You em 1957, bem como Dreamsville em 1959, no qual suas músicas eram produzidas em parceria com Mancini e sua orquestra.
A popularidade de Albright resultante da série Peter Gunn a levou a estrelar vários filmes de sucesso posteriormente, como Kid Galahad, ao lado de Elvis Presley em 1962, Les Felins em 1964 - ao lado do renomado diretor René Clément e dos atores Alain Delon e Jane Fonda, e no épico The Way West. Em 1968, ela participou de The Impossible Years com David Niven e Christina Ferrare e Where Were You When the Lights Went Out? ao lado de Doris Day.
Além do cinema, Albright também voltaria a estrelar uma série de televisão por um curto período: trata-se de Peyton Place e a personagem Constance Mackenzie. Lola substituiu Dorothy Malone enquanto esta estava envolvida em uma operação com risco de morrer. Posteriormente, a atriz continuaria a atuar tanto em filmes como em séries de televisão (como atriz convidada), quando se aposentou no começo dos anos 80.
Morreu em 23 de março de 2017, aos 92 anos, de causas naturais.

## Filmografia
| - 1984 Airwolf como Beatrice Moretti - 1983 Quincy M.E. como Liz McKenna - 1981 The Incredible Hulk como Elizabeth Collins - 1976 Starsky & Hutch como Lola Turkel - 1976 McMillan & Wife como Enfermeira Fisher - 1975 Police Storyb como Minnie - 1974 Medical Center como Grace - 1973 Kojak como Celia Lamb - 1967 Cimarron Strip como Stacey Houston - 1967 The Man from U.N.C.L.E. como Azalea - 1967 Bonanza como Dolly Bantree - 1966 Branded como Ann Williams - 1966 Laredo como Lilah Evans - 1965 Peyton Place como Constance MacKenzie Carson - 1965 Rawhide como Lottie - 1965 Burke's Law como DeeDee Booker - 1964 Dr. Kildare como Gertrude Carey - 1964 Mr. Broadway como Duff Daniels - 1964 Wagon Train como Leonora Parkman - 1964 The Dick van Dyke Show como Paula Marshall - 1963 The Eleventh Hour como Lillian Marnell - 1963 The Third Man como Edie - 1963 The Beverly Hillbillies como Gloria Buckles - 1962 Saints and Sinners como Emily Fielder - 1961 Adventures in Paradise como Nita Graham - 1961 Peter Gunn como Edie Hart - 1961 King of Diamonds como Margie Howard - 1960 Michael Shayne como Marie Leonard - 1958 Panic! como Karen Adams - 1958 The Thin Men como Katherine West - 1957 Code 3 como Carol - 1957 The Bob Cummings Show como Kay Michaels - 1956 Four Star Playhouse como Beverly Hudson - 1955 Gunsmoke como Lucy Hunt - 1955 It's a Great Life como Marilyn - 1953 Racket Squad como Nancy Metcalfe - 1952 Tales of Tomorrow como Carol Williams | - 1968 The Money Jungle como Peggy Lido - 1968 The Impossible Years como Alice Kingsley - 1968 Where Were You When the Lights Went Out? como Roberta Lane - 1967 The Way West como Rebecca "Becky" Evans - 1966 Lord Love a Duck como Marie Greene - 1964 Les Félins como Barbara - 1962 Kid Galahad como Dolly Fletcher - 1961 A Cold Wind in August como Iris Hatford - 1957 Seven Guns to Mesa como Julie Westcott - 1957 The Monolith Monsters como Cathy Barrett - 1957 Oregon Passage como Sylvia Dane - 1957 Pawnee como Meg Alden - 1955 The Tender Trap como Poppy Masters - 1955 The Magnificent Matador como Mona Wilton - 1955 Treasure of Ruby Hills como May - 1953 The Silver Whip como Waco - 1952 Arctic Flight como Martha Raymond - 1951 Sierra Passage como Ann Walker - 1950 The Killer That Stalked New York como Francie Bennet - 1950 When You're Smiling como Peggy Martin - 1950 Beauty on Parade como Kay Woodstock - 1950 The Good Humor Man como Margie Bellew - 1949 Bodyheld como Mary Simmons - 1949 Champion como Palmer Harris |